# Munkaerő-közvetítés
A munkaerő-közvetítés (angolul: Recruitment, Employment placement) a humánerőforrás-menedzsment egyik központi szolgáltatása, amely a munkáltatók és az álláskeresők közötti kapcsolat hatékony megteremtését célozza. Lényege, hogy a közvetítő cég – a megbízó vállalat igényei alapján – felkutatja, előszűri és kiválasztja az alkalmas jelölteket, akik aztán közvetlenül a munkáltató alkalmazásába kerülnek. A szolgáltatás különösen hasznos olyan helyzetekben, amikor a munkaerőpiaci kínálat szűk, a pozíció speciális tudást igényel, vagy a cég nem rendelkezik elegendő belső kapacitással a toborzási folyamat lebonyolítására.
A munkaerő-közvetítés jellemzően sikerdíjas konstrukcióban működik, és nem terheli az álláskeresőt – a költségeket kizárólag a megbízó vállalat fizeti. A módszer elterjedt mind a fehérgalléros (pl. mérnök, pénzügyi szakember), mind a kékgalléros (pl. gépkezelő, raktáros) toborzásban, valamint vezetői keresések során. A közvetítők sok esetben iparágspecifikusan dolgoznak, és folyamatosan bővülő adatbázisokra, digitális toborzási eszközökre, valamint tapasztalt tanácsadókra támaszkodnak.
Magyarországon a munkaerő-közvetítés szabályozott tevékenység, amelyet csak bejegyzett, az illetékes hatóság által nyilvántartott cégek végezhetnek. A szektorban nemzetközi és hazai szereplők egyaránt aktívak, és jelentős gazdasági szerepet töltenek be a foglalkoztatás elősegítésében.

## Története
A munkaerő-közvetítés története egészen a 19. századig nyúlik vissza, amikor az ipari forradalom következtében megnövekedett munkaerő-igény új intézményes megoldásokat tett szükségessé. A fejlett nyugat-európai országokban és az Egyesült Államokban ekkor jelentek meg az első állami munkaügyi hivatalok, valamint az első magánügynökségek, amelyek célja a munkanélküliség csökkentése és a munkaerő-piaci kereslet és kínálat összehangolása volt.
A 20. század második felében a közvetítési szolgáltatások egyre specializáltabbá váltak, és megjelentek a szellemi munkát végző, fehérgalléros szakemberekre, valamint a felsővezetőkre specializálódott fejvadász cégek is. A globalizáció és a technológiai fejlődés felgyorsította a munkaerőpiac változásait, amely új megoldásokat kívánt a toborzás és kiválasztás területén.
Magyarországon a munkaerő-közvetítés a rendszerváltás után, a piacgazdaság kialakulásával kezdett fejlődni. A ’90-es években jelentek meg az első magántulajdonban lévő közvetítő cégek, majd az ezredfordulót követően a multinacionális szolgáltatók is beléptek a piacra. A 2000-es évektől kezdődően a közvetítés digitalizálódott: megjelentek az online állásportálok, majd a közösségi média alapú toborzás (pl. LinkedIn), és a HR-technológia további fejlesztései.
Napjainkban a munkaerő-közvetítés nemcsak az állásközvetítést jelenti, hanem komplex tanácsadási tevékenységgel is kiegészülhet – például munkaerőpiaci elemzéssel, employer branding támogatással, vagy akár teljes körű toborzási kiszervezéssel (RPO). A szektorban hazai középvállalatok is aktív szereplők lettek, például a 2014-ben alapított Jobcapital, amely a Dél-Dunántúlon nyújt átfogó toborzási, kölcsönzési és HR szolgáltatásokat.

## Működési modell
A munkaerő-közvetítés alapvetően három szereplő között zajlik: a megbízó munkáltató, a közvetítő cég és a jelölt között. A szolgáltatás célja, hogy a közvetítő a munkáltató által meghatározott pozícióra megtalálja a legmegfelelőbb munkavállalót, és elősegítse a sikeres munkaviszony létrejöttét.
A folyamat főbb lépései:
1. Megbízás felvétele – A munkáltató részletes igényt ad meg: pozícióleírás, elvárások, bérsáv, munkavégzés helye, elérhetőségi határidő stb.
2. Toborzás – A közvetítő különféle csatornákon (saját adatbázis, állásportálok, közösségi média, aktív keresés) keres jelölteket.
3. Előszűrés és interjú – A jelentkezőket a közvetítő előszűri, interjút készít velük, és értékeli kompetenciáikat, tapasztalataikat.
4. Ajánlás a megbízónak – Csak a legalkalmasabb jelöltek kerülnek továbbításra.
5. Ügyfélinterjúk – A munkáltató saját interjút folytat le a jelöltekkel, és döntést hoz.
6. Szerződéskötés – Sikeres elhelyezés esetén a közvetítő kiszámlázza a szolgáltatás díját, ami jellemzően sikerdíjas alapon történik.

A díjazás a legtöbb esetben a felvett munkavállaló éves bruttó bérének 15–25%-a. A szolgáltatás teljes egészében a munkáltatót terheli, az álláskeresők számára térítésmentes.
A közvetítési szolgáltatások több típusa létezik:
- Általános közvetítés: adminisztratív, fizikai vagy egyszerűbb szellemi pozíciók esetén.
- Szakértői közvetítés: specifikus szakértelmet igénylő munkakörökre (pl. IT, mérnöki, pénzügyi területek).
- Vezetői kiválasztás (fejvadászat): felső- és középvezetők keresése, diszkrét és célzott megközelítéssel.
- RPO (Recruitment Process Outsourcing): a teljes toborzási folyamat kiszervezése egy szolgáltatónak, gyakran dedikált csapattal.

A közvetítő cégek gyakran kiegészítő szolgáltatásokat is nyújtanak, például személyiségtesztek, munkaerőpiaci tanácsadás vagy onboarding támogatás formájában.

## Különbség a munkaerő-kölcsönzéssel szemben
A munkaerő-közvetítés során a munkavállaló közvetlenül a partnercéghez kerül alkalmazásba, míg a munkaerő-kölcsönzés esetén a munkavállaló a kölcsönző cég alkalmazásában marad, és „kikölcsönzik” a partnerhez.

## Szereplők Magyarországon
Magyarországon számos nemzetközi és hazai tulajdonú cég foglalkozik munkaerő-közvetítéssel. A szolgáltatók között megtalálhatók:
- Globális multinacionális cégek (Randstad, Trenkwalder, Hays )
- Országosan működő cégek, akik a hazai piac szakértői (pl. Jobcapital)
- Csak regionális működéssel rendelkező vállalkozások

Egyes cégek iparági specializációval rendelkeznek (pl. mérnöki, IT, logisztikai vagy adminisztratív területeken), míg mások teljes spektrumot lefednek.

## Díjazás
A munkaerő-közvetítés díja általában a felvett munkavállaló éves bruttó bérének bizonyos százalékában kerül meghatározásra, amely jellemzően 15–25% között mozog. Ez a sikerdíj rendszerint csak akkor esedékes, ha a közvetített jelölt ténylegesen munkába áll a megbízó cégnél. Egyes szolgáltatók fix díjas konstrukciókat is kínálnak, amelyek alacsonyabb költséggel járhatnak, de kevesebb szolgáltatási elemet tartalmaznak. A díjazás mértéke függ a betöltendő pozíció szintjétől, a keresés sürgősségétől, valamint a megbízó által igényelt szolgáltatások körétől. Fontos megjegyezni, hogy a munkaerő-közvetítők a munkát keresőkkel szemben semmilyen díjat vagy költséget nem számolhatnak fel; a szolgáltatás költségei kizárólag a munkáltatót terhelik. A vállalkozásoknak érdemes átgondolniuk a toborzás-kiválasztással kapcsolatos feladatokat és az alapján tudnak dönteni, hogy a díj és a feladathoz szükséges erőforrás megéri-e a cégnek.

## Jogszabályi háttér
A munkaerő-közvetítési tevékenység végzéséhez Magyarországon a Nemzeti Foglalkoztatási Szolgálat (NFSZ) nyilvántartásába való bejelentkezés szükséges. A közvetítés során be kell tartani a Munka Törvénykönyve, az egyenlő bánásmódra vonatkozó rendelkezések, valamint a személyes adatok védelmére vonatkozó szabályokat is.